# بدون تنفس
بدون تنفس (کره‌ای: 노브레싱) یک فیلم ورزشی محصول سال ۲۰۱۳ کره جنوبی است که داستان آن در دنیای رقابتی شنا واقع شده‌است. در این فیلم سو این گوک، لی جونگ سوک و یوری بازی کردند. این فیلم در ۳۰ اکتبر ۲۰۱۳ منتشر شد. تا سال ۲۰۱۴، بدون تنفس تقریباً ۴۵۱٬۶۶۹ بلیت تنها در کره فروخت.

## بازیگران

### اصلی
- سو این گوک در نقش جو وون ایل
  - یو سونگ یونگ در نقش جوانی وون ایل[۵]
- لی جونگ سوک در نقش جونگ وو سانگ
  - نام دا روم در نقش جوانی وو سانگ[۶]
- یوری در نقش جونگ اون
  - کیم بو مین در نقش جوانی جونگ اون[۷][۸][۹]

## تولید
فیلم‌برداری بدون تنفس در ۱۹ مه ۲۰۱۳ آغاز شد. یکی از لوکیشن‌های فیلم‌برداری در داوائو سیتی، فیلیپین بود، جاییکه سکانس‌های تمرینات خارج کشور و همچنین پوستر فیلم در آنجا فیلم‌برداری شد.